# Geocapromys ingrahami
Geocapromys ingrahami е вид бозайник от семейство Хутиеви (Capromyidae). Видът е световно застрашен, със статут Уязвим.

## Разпространение
Разпространен е в Бахамски острови.